# Маркин, Вячеслав Васильевич
Вячесла́в Васи́льевич Ма́ркин (1948, Ленинград, РСФСР, СССР — 1992, Рязань, Рязанская область, Россия) — советский преступник: серийный убийца, насильник, вор, грабитель и поджигатель. В 1991 году убил 5 человек, в том числе совершил тройное убийство.

## Биография

### Первые преступления
Вячеслав Маркин родился в 1948 году в Ленинграде. Детство провёл в коммуналке. Рос без отца, к матери относился холодно. Среди сверстников друзей у него не было. Первую кражу совершил ещё в школе: опоздав на урок и проходя мимо пустой учительской, увидел чью-то открытую сумку, а в ней — кошелёк. Кошелёк, в котором были деньги, забрал себе. Выйдя из школы, спрятал его, а затем вернулся. Несмотря на то, что была вызвана милиция, кошелёк найден не был. Это порадовало Вячеслава и вызвало у него ощущение безнаказанности. Через месяц он снова совершил кражу. Украденные деньги, 120 рублей, отдал матери, сказав, что нашёл их на дороге. Та не стала вдаваться в подробности. Она купила сыну велосипед и устроила пышное застолье. Спустя некоторое время он рассорился с матерью и убежал из дома, долго скитался по разным городам. В Душанбе промышлял карманными и квартирными кражами. Несколько раз его ловили и отправляли в колонию. В тюрьмах он получил опыт и даже стал в некоторой степени «авторитетом». В одной из колоний он научился у своего сокамерника, ранее служившего на флоте, завязывать сложные узлы, которые затем неоднократно будет использовать, связывая своих жертв, и которые станут его отличительным почерком. Несколько раз успешно бежал из тюрьмы. После одного из таких побегов, из колонии в Пермской области, в городе Чусовой он залез в чужую квартиру, где стал искать деньги. Его застала хозяйка дома, которую он изнасиловал, избил и связал. В Кирове его арестовали за кражу, вскоре предъявили обвинение не только в побеге, но и в изнасиловании. По совокупности преступлений он был приговорён к 14 годам лишения свободы.

### Серия грабежей, изнасилований и убийств
После освобождения Маркин отправился в город Скопин Рязанской области, где проживал его товарищ по колонии. Здесь Маркин познакомился с молодой разведённой женщиной. У них начался роман, Маркин души не чаял в этой женщине. Он честно признался ей в том, что судим, но сказал, что это произошло по ложному доносу. Они поженились, Маркин взял фамилию жены. В городе у него была репутация порядочного работающего человека. Он говорил жене, что едет в командировки, а на самом деле грабил чужие квартиры. Домой он приносил деньги и полные сумки вещей. Вскоре его жена забеременела. Маркин старался хорошо содержать свою жену, поэтому всё чаще и чаще выходил на грабежи. В конце 1990 года в Рязани и Москве его заставали на месте преступления хозяйки ограбленных квартир. Он избивал их, насиловал, а затем связывал специальными «морскими» узлами, которые при попытках освободиться затягивались ещё сильнее. Две потерпевшие чудом остались живы. В 1991 году во время одного из ограблений в Рязани он убил хозяйку квартиры Зинаиду Тарасову, которая застала его за преступлением. После этого Маркин понял, что совершать убийства ему не трудно. Самым страшным преступлением Маркина стало тройное убийство в селе Моховое Скопинского района, где жила его тёща. Ночью Маркин залез в дом соседки Зинаиды Астаховой, у которой гостили невестка Анна и маленький внук Слава. Маркин связал их, изнасиловал невестку, пытал ребёнка до смерти, а затем зверски убил его мать и бабушку, после чего поджёг дом. Утром он был уже в Новомичуринске, залез в первую попавшуюся квартиру, где убил заставшую его хозяйку Галину Пересыпкину и пытался сжечь её квартиру.

### Арест, следствие и смерть
Маркин был арестован в Рязани возле гостиницы, когда он сам привлёк внимание милиционеров своими тюремными наколками. В снимаемом им гостиничном номере были найдены некоторые вещи, пропавшие у потерпевших после серии загадочных грабежей, в том числе из квартиры в Новомичуринске, где было совершено последнее убийство. В квартире жены Маркина провели обыск, там также были изъяты похищенные вещи. Дело Маркина вёл известный рязанский следователь Дмитрий Плоткин. Маркин долго отпирался, но под тяжестью улик во всём признался. Он хладнокровно рассказывал обо всех преступлениях, при этом ни в чём не раскаивался. В 1992 году, когда материалы дела уже были переданы в суд, Маркин умер в камере СИЗО от рака лёгких.

## В массовой культуре
- Документальный фильм «Последний узел» из цикла «Криминальная Россия» (2005)[1]
- Документальный фильм «Смертельный узел» из цикла «Незримый бой» (2013)
- Документальный фильм «Чёрт из табакерки» из цикла «Следствие вели» (2014)
- Кто был до Виктора Мохова / TRUE CRIME (2024)[2]

Информация о биографии Маркина в различных источниках отличается, добавлены вымышленные детали:
- что Маркин учился вязать узлы в детстве у своего соседа-моряка;
- что он совершил ещё одно, шестое убийство, где жертвой стал криминальный авторитет, с которым он когда-то отбывал наказание;
- что вычислили его благодаря детским качелям, привязанным тем самым узлом, недалеко от дома, где было совершено тройное убийство;
- что он совершил самоубийство в камере, завязав такой узел на своей собственной шее.

В 2024 году Дмитрий Плоткин отделил правду от вымысла в своём интервью журналистке Саше Сулим, в том числе отметил, что, помимо очевидного корыстного, у Маркина был ярко выраженный сексуальный мотив совершения убийств.